# 瑪麗安·米爾札哈尼
瑪麗安·米爾札哈尼（波斯語：مریم میرزاخانی，1977年5月5日—2017年7月14日），生於伊朗德黑蘭，數學家，專長幾何學，研究領域包括泰希米勒理論、雙曲幾何、遍歷理論及辛幾何。自2008年9月1日起成為史丹佛大學的數學教授。
米爾札哈尼為2014年菲爾茲獎得主之一，也是獲得這個數學獎項的首位女性及首位伊朗人。米爾札哈尼因為在曲面對稱性的研究貢獻而得獎。
中學時代，米爾札哈尼曾獲得二屆國際奧林匹克數學競賽的金牌，分別在1994年及1995年。她在1995年時獲得滿分，是第一個在此競賽中獲得滿分的伊朗學生。

## 生平和教育
米爾札哈尼在伊朗德黑兰出生。中學就讀於德黑兰的法爾讚甘學校，這個學校的校長是位女性，深信男女應該接受平等的教育機會。在校長的支持下，她參加1994年香港的國際奧林匹克數學競賽及1995年多倫多的國際奧林匹克數學競賽，皆獲得金牌。她在1994年競賽中，只差1分就獲得滿分，在1995年的比賽中則獲得滿分。
1998年2月，她和其他數學資優生參加完比賽，坐旅遊巴士回程途中發生車禍。她僥倖生還，但是有7名得獎的數學資優生和2名司機不幸身亡。
米爾札哈尼在1999年在德黑蘭的謝里夫理工大學獲得數學學士學位，研究生在美國就讀，在2004年時在哈佛大學獲得博士學位，指導教授是菲爾茲獎得主柯蒂斯·麥克馬倫。米爾札哈尼在2004年成為克雷數學研究所研究員，以及普林斯頓大學教授，在2008年時，成為史丹福大學教授。

## 學術貢獻
米爾札哈尼在黎曼曲面的研究上提出許多新的突破。米爾札哈尼在早期的研究中提出了一個特定虧格模空间體積的公式，是一個其邊界元素數量的多項式，這也讓她可以為馬克西姆·孔采維奇和愛德華·維騰提出的有關模空间上tautology class相交數的公式提供新的證明，也證明了緊緻雙曲面上簡單封閉測地線數量成長趨勢的漸近公式。她後來的研究專注於模空间中的Teichmüller動態，最特別的是她證明了威廉·瑟斯顿提出，泰希米勒空間上的Earthquake map流都是遍歷系統的猜想。
在2014年時，配合Amir Mohammadi提供的資料，米爾札哈尼和Alex Eskin證明了模空间中的複數測地線以及閉包為正則（regular）的，不是非正則（irregular）或碎形的。複數測地線的閉包是以多項式方式定義的代數物件，有一定程度的剛性（rigidity），類似Marina Ratner在1990年代時得到的著名結果。国际数学联盟在其出版的刊物中提到：「很訝異地發現齊次空間下的剛性也可以在非齊次的模空间中看到
」。
2014年時米爾札哈尼由於「在黎曼曲面以及模空間下的動力學及幾何學中的傑出貢獻」而獲得2014年的菲爾茲獎。伊朗總統哈桑·鲁哈尼祝賀她的獲奬。

## 個人生活
米爾札哈尼的丈夫為Jan Vondrák，是捷克的理論計算機科學家，在IBM Almaden研究中心工作。他們有一個女兒，名叫Anahita。

### 逝世
2017年7月14日，米爾札哈尼因乳腺癌去世，終年40歲。她在離世前數星期被診斷出癌細胞擴散至骨髓，是癌症第三次復發，之後在美國一間醫院接受加護治療。

## 榮譽及獎項
- 2014年菲爾茲獎[9][30][31]
- 国际数学家大会（ICM 2014）的大會演講
- 2014年克雷研究奖（英语：Clay Research Award）[32]
- 2013年的露絲·蕾特·薩特數學獎：此獎項由美國數學學會每兩年頒發一次，表揚過去六年在數學上有傑出貢獻的女性，此奬項是2013年的1月10日在聖地牙哥舉行的联合数学会议中頒發[33]
- 2010年受邀在國際數學家大會中演講，講題為「拓扑、动力系统与常微分方程」[34]
- 2009年的布卢门撒尔奖（英语：Blumenthal Award）[33]
- 2004年成為克雷數學研究所的研究員[35]